# Massilia rhizosphaerae
Massilia rhizosphaerae es una bacteria gramnegativa del género Massilia. Fue descrita en el año 2021. Su etimología hace referencia a rizosfera. Es aerobia y móvil por flagelación perítrica. Tiene un tamaño de 0,4-0,8 micrómetro (μm) de ancho por 1,2-3 μm de largo. Forma colonias convexas, semi-traslúcidas y de color naranja claro tras 2 días de incubación en agar R2A. Temperatura de crecimiento entre 10-40 °C, óptima de 28-37 °C. Oxidasa negativa. Tiene un contenido de G+C de 66,3%. Tiene actividad antibacteriana contra Ralstonia solanacearum. Se ha aislado de la rizosfera de la planta de arroz en China. 